# Den sorte kirke
Den sorte kirke er den største kirke i Brasov, Rumænien. Det er en evangelisk kirke, opført i 1300 tallet i gotisk stil. Den er 89 m lang og 44 høj. Navnet stammer fra en brand der skete i 1689, hvor murene blev sorte, og derfor navnet ”Den sorte kirke”. Navnet blev accepteret officielt i 1800 tallet. Efter branden blev kirken ombygget i barok stil. I 1800-tallet blev der opsat et nyt orgel med næsten 4000 rør. I kirken kan man se en stor udstilling med mellemøstlige gulvtæpper. De blev brugt for at vise, hvilket status folk havde i samfundet den gang.
 Der er for få eller ingen kildehenvisninger i denne artikel, hvilket er et problem. Du kan hjælpe ved at angive troværdige kilder til de påstande, som fremføres i artiklen.

45°38′28″N 25°35′17″Ø / 45.64101°N 25.58803°Ø